# 麦克尔·詹姆斯·大卫·鲍威尔
麦克尔·詹姆斯·大卫·鲍威尔（英語：Michael James David Powell，1936年7月29日—2015年4月19日），英国皇家学会会士，美国科学院外籍院士，澳大利亚科学院通讯院士，计算数学领域的国际著名学者，数学最优化的奠基者之一。

## 生平
1936年出生于英国伦敦，1979年获得剑桥大学博士学位，之后留校任教。主要研究方向为优化方法与理论、逼近论和数值分析。鲍威尔一生发表超过200篇论文。他是拟牛顿方法、信赖域方法、增广拉格朗日惩罚函数法等重要研究领域的开创者。除发表论文之外，鲍威尔还编制了一系列优化软件，包括TOLMIN、COBYLA、UOBYQA、NEWUOA、BOBYQA和LINCOA等。其中，Powell的无导数优化求解器（COBYLA、UOBYQA、NEWUOA、BOBYQA和LINCOA）可求解一般的约束或无约束优化问题，且求解过程仅使用函数值，无需导数信息。
鲍威尔与中国颇有渊源。中国科学院院士袁亚湘是他的学生。截至2020年，袁亚湘一脉在中国培养了超过六十名博士，其中不乏著名大学教授，包括中国国家自然科学基金委员会杰出青年基金、优秀青年基金等奖项获得者 。

## 荣誉
鲍威尔曾获诸多国际著名奖项。1982年，他获得首届George B. Dantzig奖，该奖项被视为优化领域的最高荣誉。此外，鲍威尔还获颁倫敦數學學會的Naylor Prize and Lectureship (1983)以及Senior Whitehead Prize (1999)、英国应用数学学会（IMA）的Catherine Richards Prize (2007) 等奖项。